# I Disappear
«I Disappear» (укр. Я зникаю) — пісня американського рок-гурту Metallica, що вийшла 2000 року.

## Історія пісні
«I Disappear» було написано для фільму «Місія нездійсненна 2». Вона увійшла до саундтреку до фільму, а також вийшла окремим синглом в Німеччині. Режисер Вейн Айшем зняв на цю пісню відеокліп, в якому гурт грає в Долині Монументів в Каліфорнії. Частиною кліпу стали епізоди з фільму за участі Тома Круза.
Сингл «I Disappear» офіційно вийшов у квітні 2000 року, але ще під час роботи над треком на сервісі Napster з'явилася демоверсія пісні, що призвело до сумнозвісного судового позову «Metallica проти Napster».
«I Disappear» часто з'являлася в концертних програмах Metallica на початку 2000-х років, але після турне на підтримку альбому St. Anger майже зникла з сетлистів. З 2000 по 2023 роки гурт зіграв її менш ніж 100 разів.

## Учасники запису
- Джеймс Гетфілд — гітара, спів;
- Ларс Ульріх — ударні;
- Кірк Гемметт — гітара;
- Джейсон Ньюстед — бас-гітара[4].

## Список пісень
| Міжнародний сингл | Міжнародний сингл            | Міжнародний сингл |
| #                 | Назва                        | Тривалість        |
| ----------------- | ---------------------------- | ----------------- |
| 1.                | «I Disappear»                |                   |
| 2.                | «I Disappear» (instrumental) |                   |

## Список видань
Пісня «I Disappear» з'являлася на наступних релізах:
- 2000 — Mission: Impossible 2 (саундтрек)
- 2000 — «I Disappear» (сингл)
- 2006 — The Videos: 1989—2004 (збірка відеокліпів)
- 2021 — «Disappear (Leaked & Live)» (вінілове видання)[3]